# Dziękonie
Dziękonie – wieś w Polsce położona w województwie podlaskim, w powiecie monieckim, w gminie Mońki. 
Do 1954 miejscowość znajdowała się w odległej eksklawie miasta Knyszyn.
W latach 1954–1971 wieś należała i była siedzibą władz gromady Dziękonie, po jej zniesieniu w gromadzie Mońki. W latach 1975–1998 miejscowość administracyjnie należała do województwa białostockiego.
Wierni kościoła rzymskokatolickiego należą do parafii Matki Boskiej Częstochowskiej i św. Kazimierza w Mońkach.